# Friedrich Johann Buck
Friedrich Johann Buck (* 11. November 1722 in Königsberg (Preußen); † 4. August 1786 ebenda) war ein deutscher Philosoph und Mathematiker.

## Leben
Bucks Vorfahren stammten ursprünglich aus Nürnberg, hatten sich in Ostpreußen angesiedelt und einige Generationen lang Pfarrer gestellt. Sein Vater war der königlich preußische Geheimsekretär Johann Christoph Buck und seine Mutter war Sophia († 7. August 1737), Tochter des Advokaten und Rats der Königsberger Altstadt Wilhelm Kelch und dessen Frau Sophia Gerwin. Nach anfänglicher häuslicher Ausbildung erhielt er 1727 einen Privatlehrer, der auch an der Stadtschule in Löbenicht unterrichtete. 1732 bezog er das Collegium Fridericianum, wo er seine Ausbildung in den philosophischen Wissenschaften weiter entwickelte. Aufgrund seiner Körpergröße wollte man ihn 1737 zum Soldaten machen. Jedoch sein Patenonkel der Staats- und Kriegsminister Friedrich von Tettau sorgte dafür, dass er seine Ausbildung fortsetzen konnte und er sich am 4. Juni in die Matrikel der Universität Königsberg einschreiben konnte. 
Hier absolvierte er an der philosophischen Fakultät ein Studium. So wurde er von Martin Knutzen in Logik und Metaphysik, von Johann Gottfried Teske in Physik, von Karl Heinrich Rappolt in Naturgeschichte, von Konrad Gottlieb Marquardt in Astrognosie und von Christian Heinrich Gütther (1696–1755) in Geschichte unterrichtet. Zudem machte er sich mit der Theologie bei Franz Albert Schultz, mit der Medizin bei Christoph Gottlieb Büttner und den Rechtswissenschaften bei Jakob Heinrich Kurella (1713–1764), bei Reinhold Sommer (* Königsberg; † 6. Februar 1758), sowie bei Christian Renatus Braun vertraut. Nachdem er sich als Zuhörer an einigen Disputationen beteiligt hatte, zwei junge Adlige in Mathematik unterrichtete, verteidigte er als Responent am 2. November 1741 unter Gottfried Thiesen (1705–1774) die medizinische Disputation Observationem de calculo rarae magnitudinis a virgine per urethram sponte et feliciter excluso. 
Noch im selben Jahr 1741 erfolgte am 2. November unter Martin Knutzen die philosophische Disputation als Responent über die Lehre de humanae mentis individua natura, sive immaterialitate. Daraufhin verfasste er seine erste eigene Arbeit, die er unter dem Titel Commentatio mathematico-philosophica de cultura intellectus per studium matheseos rite institutum herausgab und am 21. Dezember 1742 unter dem Vorsitz von Martin Knutzen verteidigt wurde. Nachdem er im Sommersemester 1743 den Entschluss gefasst hatte, die Lehrbefähigung der philosophischen Fakultät zu erwerben, wurde er am 18. Juli 1743 von Johann David Kypke zum Magister der philosophischen Wissenschaften examiniert und bald danach am 20. November mit der Disputation de Deo gratiosissimo in die philosophische Fakultät rezeptiert. Nach einiger Zeit akademischer Arbeit wurde er am 21. April 1747 zweiter Inspektor der Königsberger Stadtbibliothek. 
Da er keine Aussicht hatte, eine Professur in Königsberg zu bekleiden, entschloss er sich 1747 zum Doktor der Rechte zu promovieren. Zu diesem Vorhaben wendete er sich an die Universität Frankfurt (Oder). Hier wurde er am 8. Januar 1748 Ehrenmitglied der deutschen Gesellschaft, reichte seine Promotionsschrift Diss. iurid. de iis, quibus iure Romano non est permissum facere testamentum ein und wurde am 6. April 1748 zum Doktor der Rechte ernannt. Danach hielt er auch an der juristischen Fakultät in Königsberg einige Vorlesungen, wobei er aber die Lust verlor und seine juristische Büchersammlung verkaufte. Er wendete sich wieder den mathematischen Vorlesungen an der philosophischen Fakultät zu und bewarb sich nach dem Tod von Marquardt um die außerordentliche Professur der Mathematik. Dieses wie eine weitere Bewerbung brachte ihm jedoch keinen Erfolg. Erst eine dritte Bewerbung erwirkte am 24. November eine Bescheinigung über den Erhalt der außerordentlichen Professur der königlich preußischen Regierung in Berlin. 
Diese unbesoldete Stelle übernahm er am 12. April 1753, wozu er die Disputatio inauguralis algebraica de numeris diametralibus et polygonis veröffentlichte. Nach dem Tod von Johann David Kypke wurde er am 8. Dezember 1758 ordentlicher Professor der Logik und Metaphysik und hielt zu diesem Zweck seine Inauguraldisputation logico-metaphysica generaliora quaedam de praejudiciis sensuum et origine animarum irrationalium in duabus sectionibus exhibens am 5. April 1759 ab. 1770 machte er Immanuel Kant Platz und wechselte auf die ordentliche Professur der Mathematik. 1782 wurde er erster Inspektor der Königsberger Stadtbibliothek. Zudem beteiligte er sich auch an den organisatorischen Aufgaben der Königsberger Hochschule. So war er mehrfach Dekan der philosophischen Fakultät und im Sommersemester 1784 Rektor der Alma Mater.
Buck war seit 1747 Mitglied der Freimaurer-Loge Aux trois ancres (Zu den drei Ankern), der Andreasloge und ab 1761 der Loge Zu den drei Kronen in Königsberg.
Am 18. April 1749 hatte er sich mit Maria Elisabeth, Tochter des Vorstehers der polnischen Kirche Peter Rinck, verheiratet. Aus der Ehe sind sechs Kinder hervorgegangen, wobei zwei Töchter und ein Sohn jung verstarben. Von den überlebenden Kindern kennt man die Tochter Sophia Maria Buck, den Sohn Carl Wilhelm Buck und den Sohn Samuel Peter Buck.

## Werke
- Disputatio philosophica exhibens tentamen Pluralistam convincendi. Königsberg 1744 (28. März)
- Philosophische Gedanken von der Schreibart der heiligen Schrift und insbesondere der Mosaischen Beschreibung der Erschaffung des ersten Menschen nebst einigen Anmerkungen. Danzig 1745
- Diss. iurid. de iis, quibus Jure Romano non est permissum facere testamentum. Frankfurt(Oder) 1747
- Elementa artis disputandi, mathematica methodo, in usum auditorum. Königsberg 1748
- Versuch einer philosophischen. Abhandlung von denen Stammeltern des menschlichen Geschlechts, darinnen aus den Gründen der neuern Weltweisheit gezeiget wird: ob, und was die menschliche Vernunft vom Daseyn und Ursprung unsrer ersten Eltern wahrscheinlich erkennen könne? Halle 1749
- Disp. de indole et utilitate Geometriae experimentalis. Königsberg 1751
- Diss. mathematica exhibens resolutiones problematum quorundam trigonometricorum. Königsberg 1751
- Diss. de numeris diametralibus et polygonis. Königsberg 1753
- Mathematische Abhandlung von der Erklärung und Eintheilung der Mathematik. Königsberg 1753 (Auch in Windheims philol. Bibl.)
- Philosophische Betrachtung über das Alter der Erde. Königsberg 1754
- Comment. psychol. animas brutorum quidem actu cognoscere, sed non cogitare. Königsberg 1754
- Teleologische Betrachtung über den Rauch und die verschiedenen Arten desselben. Königsberg 1755
- Von der Glückseligkeit derjenigen, die frühzeitig sterben. Königsberg 1756
- Comment. de existentia mentis humanae in loco sensuum. Königsberg 1757
- Diss. mundum aspectabilem finitum molis esse evincens. Königsberg 1758
- Diss. de praeiudiciis sensuum et origine animarum irrationalium. Königsberg 1759
- De accurata potentiarum in vectis duplicis homodromi extremis applicatarum determinatione. Königsberg 1760
- De quemcunque spiritum finitum corpus organicum habere non debere. Königsberg 1761
- Sendschreiben von dem Nutzen der Mathematik auf Reisen. 1760
- Leichtere Auflösungen einiger schweren trigonometrischen Aufgaben. Königsberg 1761
- Vorstellung einiger astronomischer Schattenlängetabellen u. s. w. Königsberg 1764
- Lebensbeschreibungen der verstorbenen preussischen Mathematiker überhaupt, und Christian Otter's insbesondere. Königsberg 1764 (Online)
- Betrachtung über das Verhältniss der Quadraten, welche auf den Seiten verschiedener Triangel aufgerichtet werden können. Königsberg 1766
- Disputatiunculae philosophicae, privatim habitae. Fasc. I. Königsberg 1767
- Geographisch – mathematische Abhandlung von einigen in der Erde befindlichen denkwürdigen Höhlen, und einer besondern Art, die Tiefen denselben zu erfinden. Königsberg 1768
- Mathematischer Beweiss, dass die Algebra zur Entdekkung einiger verborgenen Schriften bequem angewandt werden könne. Königsberg 1772